# Illy Reale
Illy Reale (Milano, 8 febbraio 1947 – Agrate Brianza, 1º luglio 1993) è stato un autore televisivo italiano.

## Biografia
Illy Reale collaborò con Mike Bongiorno e Ludovico Peregrini in vari quiz trasmessi su Canale 5, fra cui: Pentatlon, con Mike Bongiorno, ideato da Luigi Albertelli, Parole d'oro, ideato sempre da Luigi Albertelli e dallo stesso Reale, Telemike, ideato da Mike Bongiorno, Luigi Albertelli e da lui stesso, La ruota della fortuna (dal 5 marzo 1989 al 1º luglio 1993), ideato da Mike Bongiorno, Ludovico Peregrini e sempre da lui stesso, Tris, ideato sempre da Reale con la consulenza musicale di Franco Nisi e Tutti x uno, ideato da Bongiorno e Peregrini.
Morì all'età di 46 anni il 1º luglio 1993 in un incidente stradale avvenuto sull'autostrada A4 Milano-Venezia, all'altezza del casello di Agrate Brianza: Reale uscì di strada con la sua Range Rover e andò a sbattere contro un pilone. All'arrivo all'ospedale di Cinisello Balsamo era già deceduto.
La Fininvest decise comunque di continuare a mandare in onda le ultime puntate de La ruota della fortuna (registrate con Reale in studio) nelle settimane seguenti al decesso dell'autore. Lo stesso Bongiorno andò in onda in un fuori programma annunciando l'evento e aggiungendo che il programma era stato regolarmente trasmesso per non allarmare gli anziani genitori dell'autore, che invece si voleva venissero informati del fatto da persone più vicine, anziché dalla trasmissione.
Al suo posto dal 2 luglio 1993, a La ruota della fortuna, arrivò Alvise Borghi, che vi rimase fino al 28 giugno 1997.